# Mr. Plow
«Mr. Plow» —titulado «El Sr. Quitanieves» en España y «Don Barredora» en Hispanoamérica— es el noveno episodio de la cuarta temporada de la serie animada estadounidense Los Simpson, emitido inicialmente el 19 de noviembre de 1992 en la cadena FOX. En él, Homer compra una quitanieves e inicia un negocio de despejar caminos. Esto resulta ser todo un éxito, por lo que Barney toma inspiración de ello y comienza una empresa rival que deja pronto a Homer fuera del mercado.
El contenido fue escrito originalmente por Jon Vitti, mientras que la dirección corrió a cargo de Jim Reardon. Además, fue todo un éxito para la crítica especializada, incluso parte de ella lo nombró como uno de los mejores de toda la historia de la serie. Por su parte, Dan Castellaneta ganó su segundo Emmy consecutivo en la categoría de mejor actuación de voz en sus roles de Homer y Barney, mientras que el personal también nominó el material en la sección de mejor serie de comedia, si bien fue descartado en última instancia.

## Argumento
Tras chocar contra el vehículo de Marge durante una nevada nocturna al regreso de la taberna de Moe, Homer se ve obligado a comprar uno de reemplazo. En consecuencia, toda la familia acude a una feria de automóviles donde un vendedor convence al padre para que adquiera una quitanieves y la financie despejando las entradas de las casas. De esta forma, inicia un negocio llamado «Mr. Plow» —«El Sr. Quitanieves» en España y «Don Barredora» en Hispanoamérica—, pero tiene problemas para encontrar clientes hasta que Lisa sugiere grabar un comercial y transmitirlo por la televisión pública. El anuncio resultante atrae a muchos compradores y el comercio adquiere un gran éxito, lo que hace que Homer reciba la llave de la ciudad en reconocimiento por su servicio.
Celoso por el triunfo de su amigo, Barney anuncia una compañía rival llamada «Plow King» —«El rey de las quitanieves» en España y «El rey de las barredoras» en Hispanoamérica»— mediante un comercial a modo de jingle cantado por Linda Ronstadt. Homer reacciona pagando a una agencia para que le haga un nuevo mercante, pero este es desconcertante y no publicita suficientemente el negocio. Como resultado, Barney tiene mucho más éxito y el alcalde Quimby le traspasa la llave de la ciudad antiguamente galardonada a Homer.
Para vengarse y revitalizar su propio negocio, Homer engaña a su antiguo amigo para que abra un camino inexistente en un tal pico de las Viudas, una montaña grande y peligrosa a las afueras de la localidad. Después de un día de despejar con éxito las entradas de las viviendas de Springfield, este ve en el noticiario que Barney está atrapado por una avalancha. Sintiéndose culpable y temeroso por la vida de este, Homer conduce hasta el monte y lo rescata, lo que hace que ambos se reconcilien y acuerden convertirse en socios comerciales. Sin embargo, después de que Homer diga: «Cuando dos mejores amigos trabajan juntos, ¡ni siquiera el mismo Dios puede detenerlos!», la temperatura exterior comienza a subir radicalmente, por lo que toda la nieve se derrite y los deja sin trabajo. Como Homer ya no puede hacer frente a los pagos, la quitanieves es confiscada, si bien retiene la chaqueta de Mr. Plow, que es usada en la cama para excitación de Marge.

## Producción

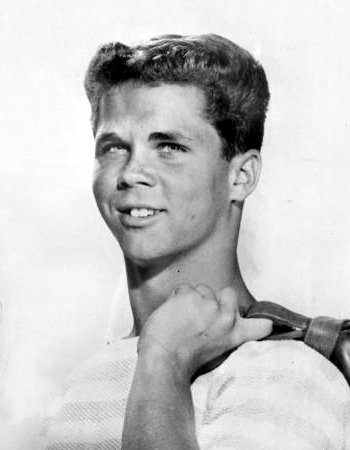
Por teléfono, Homer se hace pasar por el actor Tony Dow y se refiere a ciertas personas como «gais». Este chiste originalmente iba a ser censurado por motivos legales.

Cuando el episodio estaba al inicio de su redacción, muchos de los contratos de los guionistas habían expirado, por lo que no acudieron al retiro anual donde se proponen ideas. De hecho, Al Jean estaba muy nervioso debido a cómo iba a guionizar una temporada entera con un equipo tan pequeño. Además, se añadieron varias escenas después del maquetado del guion gráfico, lo que hizo que el calendario fuera aún más apretado. No obstante, Jon Vitti estaba muy comprometido con el material y consiguió idealizar todo el argumento por sí mismo.
Por ejemplo, fue idea del propio Vitti incluir a Adam West en la escena de la feria de coches, ya que quería conocerlo en persona, algo en lo que estuvieron de acuerdo los guionistas restantes por ser muy seguidores de Batman y porque también querían reunirse con él. Al respecto, Matt Groening comentó que West fue una de las celebridades más populares en visitar los estudios. A su vez, Vitti también tuvo asignada la tarea de grabar a Linda Ronstadt en San Francisco, algo que disfrutó inmensamente; al respecto, comentó que lo más bonito que había escuchado era ella cantando la versión en español del tema publicitario de Plow King.
Otro par de cambios de guion que pusieron en apuros al equipo de producción fueron la refundición del texto después de terminar el guion gráfico y cambios radicales en algunos personajes. En las primeras versiones, Lenny iba a ser el rival de Homer como Plow King, idea que fue descartada debido a que no les parecía que encajase. Por su parte, en el nuevo libreto, se incluyó una broma en la que Homer usa el sintonizador de la radio para equilibrar la precaria inclinación del quitanieves y devolverlo a la carretera. Esta fue ocurrencia de Conan O'Brien y a los demás guionistas les gustó tanto que la añadieron al argumento.
El equipo de la serie enfrentó algunos problemas con censores de la cadena por una secuencia en la que Homer responde el teléfono haciéndose pasar por Tony Dow —de Leave It to Beaver—. Tras una breve pausa, este responde una solicitud de una persona al habla con un: «Sí, ellos eran gais». Sus superiores se negaron rotundamente a que esa pieza se transmitiera por miedo a una demanda por difamación. El personal de Los Simpson se quejó y argumentó que no se estaba señalando a nadie y que ese «ellos» podía ser cualquiera. Tras varias llamadas y riñas, finalmente se permitió que la broma se emitiese.

## Referencias culturales

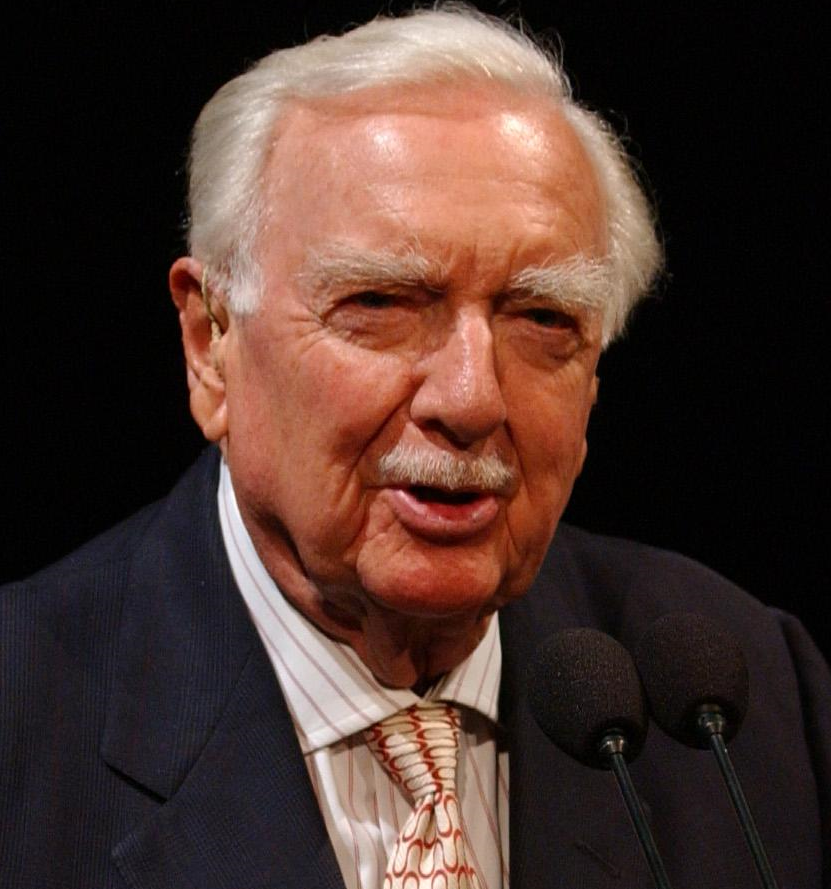
El episodio parodia el informe de Walter Cronkite sobre el asesinato de John F. Kennedy.